# Vin Mazzaro
Vincent Michael Mazzaro (né le 27 septembre 1986 à Hackensack, New Jersey, États-Unis) est un lanceur droitier de la Ligue majeure de baseball.

## Carrière

### Athletics d'Oakland
Vin Mazzaro est repêché au troisième tour (101e choix) en juin 2005 par les Athletics d'Oakland dès la fin de ses études secondaires à la Rutherford High School de Rutherford (New Jersey). Il reçoit un bonus de 380 000 dollars à la signature de son premier contrat professionnel.
Après plus de trois saisons en Ligues mineures au cours desquelles il porte les couleurs des Kane County Cougars (2006, A), Stockton Ports (2007, A+), Midland Rockhounds (2008, AA) et Sacramento River Cats (2009, AAA), Mazzaro fait ses débuts en Ligue majeure le 2 juin 2009 comme lanceur partant. Il lance 6.1 manches pour aucun point concédé et enregistre sa première victoire au plus haut niveau.
En 2010, Mazarro effectue 18 départs et six présences en relève pour les A's, remportant six décisions contre huit défaites. 

### Royals de Kansas City
Le 10 novembre 2010, les Athletics cèdent Mazarro et le lanceur gaucher des ligues mineures Justin Marks aux Royals de Kansas City en retour du voltigeur David DeJesus.
En 2012, Mazzaro maintient une moyenne de 5,73 points mérités accordés par partie en 44 manches lancées pour Kansas City. Il remporte quatre victoires et écope de quatre revers en 18 parties, dont 12 comme lanceur de relève.

### Pirates de Pittsburgh
Le 28 novembre 2012, Vin Mazzaro et le joueur de premier but Clint Robinson sont échangés des Royals aux Pirates de Pittsburgh contre les lanceurs des ligues mineures Luis Rico et Luis Santos. 
Il a du succès à sa première année à Pittsburgh et réalise la meilleure saison de sa carrière : abondamment utilisé, il lance 73 manches et deux tiers en 57 parties et remet une brillante moyenne de points mérités de 3,31. Il remporte 8 victoires contre deux défaites et enregistre le 22 juillet 2013 son premier sauvetage en carrière, le seul de sa saison. Pour la première fois de sa carrière, il joue en séries éliminatoires et il n'accorde ni point ni coup sûr aux Cardinals de Saint-Louis en 3 sorties dans la Série de division de la Ligue nationale.
Malgré ses succès avec le club, Mazzaro n'a pas sa place au sein du personnel de lanceurs de relève déjà bien rempli des Pirates lorsque s'amorce la saison 2014. Il n'est pas réclamé au ballottage et est assigné au club-école d'Indianapolis.

### Marlins de Miami
Mazzaro apparaît dans 10 matchs et lance 12 manches en 2015 pour les Marlins de Miami, qu'il rejoint en janvier de la même année. Sa moyenne de points mérités se chiffre à 3,75 mais il est libéré de son contrat en mai.

### Giants de San Francisco
Mazzaro signe un contrat avec les Braves d'Atlanta le 10 juillet 2015 mais ne joue qu'en ligues mineures. En 2016, il apparaît dans deux matchs des Giants de San Francisco, accordant 9 points dont 6 mérités en seulement une manche de travail.

## Statistiques
| Saison | Équipe  | G  | GS | CG | SHO | V | D  | SV | IP    | SO  | ERA  |
| ------ | ------- | -- | -- | -- | --- | - | -- | -- | ----- | --- | ---- |
| 2009   | Oakland | 17 | 17 | 0  | 0   | 4 | 9  | 0  | 91.1  | 59  | 5,32 |
| 2010   | Oakland | 24 | 18 | 0  | 0   | 6 | 8  | 0  | 122.1 | 79  | 4,27 |
| Totaux | Totaux  | 41 | 35 | 0  | 0   | 0 | 10 | 17 | 213.2 | 138 | 4,72 |

Note: G = Matches joués ; GS = Matches comme lanceur partant ; CG = Matches complets ; SHO = Blanchissages ; 
V = Victoires ; D = Défaites ; SV = Sauvetages ; IP = Manches lancées ; SO = retraits sur des prises ; ERA = Moyenne de points mérités.